# PLVAP
PLVAP‏ (Plasmalemma vesicle associated protein) هوَ بروتين يُشَفر بواسطة جين PLVAP في الإنسان.